# Freetown
Freetown – stolica i największe miasto Sierra Leone, położone w zachodniej części kraju, na wybrzeżu Oceanu Atlantyckiego. Ludność: 836 574 (2010).
Miasto jest głównym ośrodkiem politycznym, administracyjnym, gospodarczym, naukowym i kulturalnym kraju. Jest ważnym portem morskim, przez który przechodzi większość towarów eksportowych kraju. Znajdują się tu siedziby prezydenta, zgromadzenia narodowego, Rady Ministrów oraz innych władz centralnych. Freetown jest ośrodkiem administracyjnym Obszaru Zachodniego, który jest wydzielonym terytorium kraju, posiadającym status prowincji.
Freetown jest centrum gospodarczym i handlowym Sierra Leone, z wieloma zakładami przemysłowymi i przetwórczymi. Do najważniejszych gałęzi przemysłu reprezentowanych w mieście należą zakłady przetwórstwa ryb, zakłady tytoniowe, powstały rafinerie ropy naftowej oraz zakłady obróbki diamentów. Przemysł miasta koncentruje się głównie w rejonie portu.  
Freetown jest największym miastem Sierra Leone, jeśli chodzi o liczbę ludności. Według różnych szacunków liczba mieszkańców mogła wynosić od 836 tys., nawet do 1 mln 70 tys. osób.

## Warunki naturalne

### Położenie
Miasto położone jest w zachodniej części kraju, na wysuniętym w morze półwyspie Freetown. Powierzchnia półwyspu jest pagórkowata, pokryta tropikalnymi lasami deszczowymi, dochodzącymi niemal do piaszczystych plaż, otaczających cały półwysep. Większość obszaru lasu pierwotnego została zniszczona w wyniku wycinki, pozostałą część objęto w 2010 r. ochroną, tworząc na terenie półwyspu rezerwat leśny, który ma pomóc w zachowaniu lasów. W południowej części półwyspu, jak również w ujściach rzek występują lasy namorzynowe oraz moczary.

### Klimat
Miasto leży w strefie klimatu równikowego wilgotnego, z zaznaczającą się porą deszczową (od maja do października) oraz suchą. Na początku i na końcu pory deszczowej występują silne burze. Według klasyfikacji Köppena ze względu na duże ilości opadów przypadające na porę deszczową Freetown znajduje się na obszarze klimatu tropikalnego monsunowego.
Dużą wilgotność powietrza w mieście zmniejsza w porze suchej (listopad-luty) harmattan, wiatr wiejący znad obszarów saharyjskich, dzięki któremu pora sucha jest we Freetown najchłodniejszym czasem w roku. Średnie temperatury we Freetown wahają się przez cały rok w przedziale między 21 a 31 stopni Celsjusza.
| Miesiąc                          | Sty | Lut | Mar | Kwi | Maj | Cze | Lip | Sie | Wrz | Paź | Lis | Gru | Roczna |
| -------------------------------- | --- | --- | --- | --- | --- | --- | --- | --- | --- | --- | --- | --- | ------ |
| Średnie temperatury w dzień [°C] | 29  | 30  | 30  | 31  | 30  | 30  | 28  | 28  | 28  | 29  | 29  | 29  | 29     |
| Średnie temperatury w nocy [°C]  | 24  | 24  | 25  | 25  | 24  | 23  | 23  | 23  | 23  | 23  | 24  | 24  | 24     |
| Opady [mm]                       | 13  | 3   | 13  | 56  | 160 | 302 | 894 | 902 | 610 | 310 | 132 | 41  | 3436   |
| Źródło: BBC Weather 2010-08-15   |     |     |     |     |     |     |     |     |     |     |     |     |        |

## Historia
Obszar dzisiejszej stolicy kraju był zasiedlany od 1787 przez byłych niewolników wysyłanych z Anglii przez brytyjskich abolicjonistów, założycieli Sierra Leone Company. W 1792 Freetown (ang. „wolne miasto”) zostało oficjalnie założone przez byłych niewolników z Nowej Szkocji. W latach 1808–74 było stolicą Brytyjskiej Afryki Zachodniej. W czasie II wojny światowej stanowiło ważną bazę morską Brytyjczyków. Od 1961 miasto jest stolicą niepodległego państwa Sierra Leone.
W latach 90. XX wieku miasto było areną zaciekłych walk trwającej wówczas wojny domowej. W 1998 zostało zajęte przez wojska Wspólnoty Gospodarczej Państw Afryki Zachodniej, które próbowały przywrócić władzę prezydenta Ahmada Tejana Kabbaha. Później była bez sukcesu atakowana przez rebeliantów ze Zjednoczonego Frontu Rewolucyjnego (Revolutionary United Front). O walkach we Freetown i całym kraju opowiada dramat wojenny Krwawy diament (2006).